# ویسنته بورگه
ویسنته بورگه (انگلیسی: Vicente Borge؛ زادهٔ ۲۳ اکتبر ۱۹۶۸) بازیکن فوتبال اهل اسپانیا است.
از باشگاه‌هایی که در آن بازی کرده‌است می‌توان به باشگاه فوتبال هرکولس، باشگاه فوتبال لوگو، باشگاه فوتبال رئال اویدو، باشگاه فوتبال سابادل، و باشگاه فوتبال کادیس اشاره کرد.